# Comté de Missoula
Le comté de Missoula est un comté de l'État de Montana, aux États-Unis. Lors du recensement de 2010, il comptait 109 299 habitants, ce qui en fait le deuxième comté le plus peuplé du Montana. Son siège est Missoula.
Selon le Bureau du recensement, le comté a une superficie de 6 781 km2 (dont 53 km2 d'eau, soit 0,78 % de la surface totale).

## Géolocalisation
| Comté de Sanders                                | Comté de Lake     | Comté de Flathead |
| Comté de Mineral                                | Comté de Missoula | Comté de Powell   |
| Comté d'Idaho, Idaho Comté de Clearwater, Idaho | Comté de Ravalli  | Comté de Granite  |

## Principales localités
- Bonner-West Riverside
- Clinton
- East Missoula
- Evaro
- Frenchtown (Montana)
- Lolo
- Missoula
- Orchard Homes
- Seeley Lake
- Wye